# Asystasia moorei
Asystasia moorei är en akantusväxtart som beskrevs av Ensermu. Asystasia moorei ingår i släktet Asystasia och familjen akantusväxter. Inga underarter finns listade i Catalogue of Life.